# Левіафан (фільм)
«Левіафан» (англ. Leviathan) — американський науково-фантастичний фільм жахів 1989 року, про зіткнення та боротьбу окремої групи людей із відразливим чудовиськом у замкненому просторі, знятий в дусі класичних представників піджанру «фільми про чудовиськ», таких як: «Чужий» (1979) та «Щось» (1982).

## Сюжет
Корпорація Tri-Oceanic наймає підводних шахтарів на 90-денну робочу зміну. Мартін (Мег Фостер), головний виконавчий директор корпорації Tri-Oceanic ставить Стівена Бека, геолога, для допомоги у видобуванні срібла, як головнокомандувача підводною гірничовидобувною станцією. Під час знаходження поза межами судна, бувши в скафандрі, Сікспак знаходить пошматований затонулий корабель. Через те що Сікспак не відповідав по рації, Вільямс відправляється за ним і знаходить його в стані захоплення від такої «дорогоцінної знахідки». Лікар Томпсон розуміючи російську мову ідентифікує корабель як «Левіафан». Команда з'ясовує, що цей корабель зареєстрований, як такий, що знаходиться в бойовій готовності на чергуванні у Балтійському морю.
Сікспак та решта членів команди відкривають сейф з «Левіафану» і знаходять записи команди судна та переглядають відеозапис капітана, в результаті чого з'ясовується, що всі вони померли. Крім цього, Сікспак знаходить пляшку горілки. Враховуючи що на станції вживання алкоголю заборонено, він вирішує приховати пляшку для себе. Боуман помічає, як Сікспак ховає горілку та підговорює його поділитись з нею.
Лікар та Бек переглядають відео щоденник капітана «Левіафану» в якому йдеться про слабке здоров'я команди уражене хворобою, що не схожа на жодну раніше ним бачену. Вони також переглядають інші відеоматеріали з «Левіафану» і лікар зауважує, що корпус корабля міг бути пошкоджений торпедою, в той час, як Бек заявляє, що діра могла утворитись через міжусобиці. Лікар згодом вказує на рвані краї, що свідчить про влучання торпеди, яка потопила корабель.
Наступного ранку Сікспак прокидається почуваючись зле. Спершу, лікар вважає що його недуга схожа на гарячку, та під час огляду він помічає дивне ураження шкіри на спині. Лікар не може визначитись із поясненням і збирає зразок ураженої шкіри для аналізу. Він запитує у комп'ютера його думки й той пропонує «генетичні мутації?». Сікспак помирає через 8 годин, але лікар і Бек приховують новину про його загибель аби запобігти паніці. Лікар перевіряє інших членів групи аби дізнатись чи не хворіє хтось ще, але не встигає оглянути Боумана, оскільки Томпсона викликають у конференц-зал.
Під час того, як Бек та лікар Томпсон ведуть відео розмову з Мартін (на поверхні), Боуман починає погано почуватись. Вона страшенно нервує, коли помічає, що втрачає волосся. Боуман випадково натрапляє на мертве тіло Сікспака і стає свідком його мутації. Бек разом з лікарем Томпсоном не бажаючи ризикувати, просять Мартін виконати термінову медичну евакуацію. Мартін заявляє, що евакуація відбудеться, але на поверхні можуть виникнути декілька штормів, через що евакуація затримається на 12 годин.

Мутація Сікспака

Лікар Томпсон з'ясовує що Боуман, через не бажання помирати як Сікспак, вчинила самогубство перерізавши вени на зап'ястках. Її тіло переносять у відсік для хворих, там Бек і Томпсон помічають, як тіло Сікспака продовжувало здійснювати мутації. Пізніше тіло Боуман зливається з тілом Сікспака. Командир та лікар вирішують викинути обидва трупи сховавши їх у мішку для тіл. Інші члени команди не знають що з мертвими тілами коїться щось дивне. Тільки-но вони зібрались позбутись трупів, як мішок для тіл починає вовтузитись, і припустивши що в ньому міг бути хтось живий, команда відкриває його.
Потвора атакує і ранить Кобба, перед тим як команда встигає позбутися її. Рятувальна команда стає проінформованою стосовно того, що сталося на борту «Левіафана», а саме — експерименти з мутагенами без фахових знань. Мутаген був змішаний з горілкою, яку пила команда, а згодом і Сікспак з Боуман. Корабель було підбито коли з'ясувалось що експеримент вийшов з-під контролю.
Частина ноги Сікспака відтинається коли тіла викидались, та лишилась на борту: вона починає змінюватись, набуваючи форми міноги, що згодом нападає на Дехесуса у кухні. Джонс зачиняє двері до кухні та іде в пошуках допомоги. Він просить Кобба наглянути за дверима, але коли йде аби знайти чим оборонятися, чудовисько асимілюється з Дехесусом і пробиває собі шлях із кухні. Згодом воно відрощує щупальця якими атакує команду.
Потвора нападає на медичний відсік, поглинаючи усю кров та плазму з холодильника. Це надихає Бека використати трохи власної свіжої крові аби заманити чудовисько до приміщення що зветься «Болото» (де вони вдягаються аби вийти в море, щоб дістатись копальні) та спробувати позбутися потвори так само як у випадку із Сікспаком та Боуман, раніше.
Томпсон випускає рятувальні капсули, щоб ніхто не зміг втекти, зменшивши тим самим ризик зараження на поверхні. Бек радиться з Мартін з приводу термінової евакуації. Мартін запевняє що їх не залишать напризволяще, але з усім тим вона не може здійснити рятування через ураган на поверхні.

Мутація Кобба

Поранення Кобба стає гіршим, спричиняючи фізичні зміни та напад з подальшим зараженням лікаря Томпсона. Вільямс тікає поки Бек і Джонс намагаються боротися з потворою. Вільямс приєднується до них, але стає майже впійманою чудовиськом. Разом вони всі тікають до іншої частини станції.
Команда намагається дізнатися інформацію стосовно погоди через комп'ютер, але він заблокований. Вільямс просить комп'ютер показати фінансовий звіт компанії, завдяки чому вони дізнаються, що корпорація Tri-Oceanic визнала їх всіх мертвими, назвавши це нещасним випадком.
Чудовисько пошкоджує систему життєзабезпечення, спричиняючи падіння тиску та можливість здійснення вибуху в короткий проміжок часу. Команда прибігає до «Болота» намагаючись зупинити вибух. Джонс не може дістатись до вентилів через вибух пару. Вони вирішують використати їх спеціальні костюми для занурення, аби врятуватись.
Чудовисько атакує їх, але згодом роздавлюється підйомником. Вони дістаються поверхні, де їх зустрічає берегова охорона. Після короткотривалої сутички з акулами, мутант скомпонований із Сікспака та Боуман виниряє з води неподалік них і починає топити Джонса. Джонс відволікає чудовисько ціною свого життя, що дозволяє Беку жбурнути підривний заряд прямісінько у пащу потворі, в результаті чого та вибухає.
Після того як двоє врятованих висаджуються на нафтовидобувній платформі їх зустрічає Мартін. Вона говорить що завжди вірила в те, що їм вдасться вибратись, і нещиро посміхаючись запитує Бека як той почувається. Бек вдаряє Мартін кулаком по пиці, звалюючи її з ніг, і промовляє: «Вже краще. Значно краще».

## У ролях
- Пітер Веллер — Стівен Бек
- Річард Кренна — лікар Глен Томпсон
- Аманда Пейз — Елізабет 'Віллі' Вільямс
- Деніел Стерн — Базз 'Сікспак' Періш
- Ерні Гадсон — Джастін Джонс
- Майкл Карміне — Тоні 'ДеХесус' Родеро
- Ліза Ейлбахер — Бріджет Боуман
- Гектор Елізондо — Г. П. Кобб
- Мег Фостер — Мартін

## Цікаві факти
- Для розробки зовнішнього вигляду чудовиська з фільму, Стен Уінстон та Джордж П. Косматос переглянули мінібібліотеку морських форм життя та низку виносок з медичної літератури. Вони надихались фізіологією природного світу і зійшлись на ідеї поєднання людських частин тіла та елементів глибинно-морських форм життя, що в результаті створило б неприродну істоту раніше небачену у фільмах.
- 50-60 малюнків потенційного вигляду чудовиська було розглянуто режисером Джорджем П. Косматосом. Усі варіанти малюнків були об'єднанні для остаточного вигляду Левіафана який став великим чудовиськом з риб'ячою головою та зубами схожими на кинджали, з можливістю поглинати характерні риси своїх жертв.
- У 1989 році, окрім «Левіафана» ще вийшло 5 фільмів на підводну тематику: «Безодня»(«The Abyss»), «Глибинна Зірка шість» («Deepstar Six»), «Зло з глибини»(«Evil Below»), «Володарі глибин»(«Lords of the Deep») та «Глибоке занурення»(«The Rift» a.k.a «Endless Descent»).